# Cystostemon linearifolius
Cystostemon linearifolius är en strävbladig växtart som beskrevs av E.S. Martins. Cystostemon linearifolius ingår i släktet Cystostemon, och familjen strävbladiga växter. Inga underarter finns listade i Catalogue of Life.